# Sylt-Ost
Sylt-Ost este o comună din landul Schleswig-Holstein, Germania.